# Takeo Miki
Takeo Miki (三木武夫, Miki Takeo) va ser un polític japonés que va exercir com a Primer Ministre del Japó entre els anys 1974 i 1976.
Takeo Miki va néixer al poble de Gosho, actual ciutat d'Awa, a la prefectura de Tokushima, sent el primogènit d'un pagés. Mentres estudiava a la facultat de dret de la Universitat Meiji, Miki va visitar els Estats Units per tal d'estudiar a la Universitat del Sud de Califòrnia a Los Angeles, rebent un doctorat honoris causa en dret l'any 1966.
L'any 1937 Takeo Miki fou elegit membre de la Cambra de Representants del Japó, romanent en aquesta per la resta de la seua vida al guanyar 19 eleccions durant els 51 anys posteriors. A les eleccions generals de 1942, va mostrar-se públicament en contra del govern militar de Hideki Tōjō i es va presentar a la reelecció. Durant aquesta complicada època va ser ajudat per Kan Abe, avi del posteriorment Primer Ministre Shinzō Abe.
A la postguerra immediata, Miki va liderar el Partit Cooperatiu Popular (PCP), de tendència centrista i que va participar en les eleccions generals de 1947 i 1949 amb un relatiu èxit. A començaments de la dècada del 1950, Miki va unir-se al Partit Democràtic del Japó (PDJ) d'Ichirõ Hatoyama, un dels dos grans partits de centre-dreta de l'època el qual tenia una visió crítica cap a l'altre, el Partit Liberal (PL) de Shigeru Yoshida. Aquests dos partits finalment es van fusionar l'any 1955 en l'actual Partit Liberal Democràtic (PLD), ingressant també en aquest Takeo Miki.
Com a ministre d'exteriors del gabinet del Primer Ministre Eisaku Satō, l'any 1967, Miki es reuní secretament amb el diplomàtic estatunidenc Ural Alexis Johnson per tal de debatre "com reconciliar el desig japonès de reversió [d'Okinawa] amb els requeriments militars [dels estatunidencs]". Aquesta trobada fou part d'una sèrie d'intents resolts per diversos alts funcionaris japonesos per tal de convèncer als EUA de reconsiderar la seua posició sobre l'ocupació nord-americana d'Okinawa, la qual els EUA havia defès com necessària en tant continuara la inestabilitat a l'Àsia oriental. En matèria de política estrangera regional, Miki va ser un defensor des dels primers temps de la cooperació econòmica de la regió Àsia-Pacífic i, l'any 1968, va manifestar que "seria un suïcidi per part nostra crear un bloc comercial exclusiu i tancat per al Pacífic". No obstant això, l'ASEAN no va convidar a Takeo Miki (ja Primer Ministre) a la seua primera assemblea a Bali l'any 1976, en part per la percepció política i econòmica dels països de la zona envers el Japó pel comportament d'aquest durant la Segona Guerra Mundial i per la posició de superpotència econòmica en aquella època.
Takeo Miki va prendre possessió com a Primer Ministre el 9 de desembre de 1974 en substitució de Kakuei Tanaka, qui s'havia vist implicat en casos de corrupció relacionats amb la venda i construcció d'habitatges. L'atractiu de Miki per als líders del PLD radicava en la seua integritat moral i en el seu feble poder en les estructures del partit. De fet, Miki no tenia previst ni volia en un principi ser Primer Ministre, com es va reflectir quan va dir a sota veu "una sorpresa absoluta" després de la seua elecció.
Mentres Miki assistia al funeral del Primer Ministre Satō l'any 1975, fou assaltat per un ultranacionalista anomenat Hiroyoshi Fudeyasu, secretari general del Partit Patriòtic del Gran Japó, prop de diversos dignataris estrangers. Aquest fet va suposar una forta crítica al Departament de la Policia Metropolitana de Tòquio per no haver fet prou per tal de controlar la seguretat del Primer Ministre.
L'any 1976, en una sessió de la Dieta Nacional, Miki va confessar una ordre del gabinet del Primer Ministre Satō de l'any 1967 per la qual el percentatge del PIB nacional assignats a defensa no podia passar de l'1%. Aquesta "llei no escrita" va ser ignorada pel futur Primer Ministre conservador Yasuhiro Nakasone durant la dècada de 1980, però es va tornar a reprendre durant el govern del Primer Ministre Toshiki Kaifu, políticament afí a Takeo Miki. Miki també va pressionar a la Dieta per a que ratificara plenament el Tractat de No Proliferació Nuclear i també es va dedicar a enfortir les directrius del difunt Primer Ministre Satō que, pràcticament, comprometia al Japó a no participar en la venda d'armes a qualsevol altre país.
Després de ser elegit, Miki intentà reformar el PLD investigant els escàndols de suborn a Lockheed i negant-se a aturar els judicis penals contra el seu predecessor i membres del seu partit. Miki també va dur a terme reformes en matèria de finançament polític. Aquestes mesures li van fer guanyar un gran nombre d'enemics dins del partit, que van conjurar-se per tal de "derrocar-lo". Tot i la popularitat de Miki entre el poble, els escàndols de corrupció van fer molt de mal al partit i feren que aquest perdés la majoria a les eleccions generals de 1976, havent de fer pactes amb partits menors per tal de retindre el poder. Després de la derrota electoral, Takeo Miki va dimitir, sent substituït al càrrec per Takeo Fukuda el 24 de desembre de 1976.
Després d'això, Takeo Miki va retindre el seu escó a la Cambra de Representants per Tokushima fins a la seua mort el 14 de novembre de 1988.

## Condecoracions
- Banda de l'Orde de l'Àguila Asteca (18 de setembre de 1967)
- Gran Cordó de l'Orde del Crisantem (14 de novembre de 1988)